# Ożanna (imię)
Ożanna – imię żeńskie pochodzenia hebrajskiego (łac. Osanna, franc. Osanne, Ozanne). Wywodzi się z okrzyku hebrajskiego hoszi anna, łac. hosanna, osanna – co oznacza "daj zbawienie".
Imię to w Polsce jest poświadczone w formie Ożanna po raz pierwszy w 1265 roku. Ożanna zdrabniana była jako Oszka, Ożanka i Hożanka.
Ożanna imieniny obchodzi 27 kwietnia, 18 czerwca i 9 września.